# Бикфорд, Уильям
Уильям Бикфорд (англ. William Bickford) (Январь 1774, Эшбертон, графство Девон, Великобритания — 1834) — английский изобретатель и промышленник.

## Биография
Уильям Бикфорд родился в начале 1774 года в Эшбертоне.
Занимался обработкой и торговлей кожей в Труро, а затем в Такингмилл в графстве Корнуолл. Работая в районе с быстрым ростом горного дела и индустрии, часто становился свидетелем аварий со взрывами на шахтах. Частые несчастные случаи происходили из-за сложностей с инициированием зарядов взрывчатых веществ. 
В 1830 году Бикфорд изготовил, и в 1831 запатентовал первый безопасный огнепроводный шнур и технологию его изготовления. В изделии, получившем широкую известность как бикфордов шнур, стопин (пучок обработанных селитрой нитей), покрытый пороховой мякотью, заключён в двойную текстильную оплётку, верхний слой которой для защиты от сырости пропитан битумом. Стопин обеспечивал устойчивость горения шнура, пороховая мякоть достаточную силу пламени, двойная оплётка гибкость и целостность сердцевины. Битум, кроме защиты от сырости, также позволял пороховым газам при горении прорываться наружу, а кислороду поступать в зону горения. Собственного кислорода горючему составу не хватало, так как в нём было низкое содержание селитры — основного поставщика кислорода. Относительная равномерность горения нового шнура позволяла легко рассчитывать необходимые длину и время горения, достаточное для безопасного обращения.
В 1834 году Бикфорд совместно с зятем Джорджем Смитом основали в Такингмилле фабрику по производству бикфордова шнура (Bickford-Smith & Company), и в первый же год изготовили его более 72 километров (45 миль). В 1836 году была основана первая в США фабрика по производству бикфордова шнура в Симсбери, Коннектикут. Впоследствии она развилась в известную компанию «Инсайн-Бикфорд» (Ensign-Bickford Company), которая до своего слияния в 2003 году с компанией «Дино Нобель» продолжала выпуск современных средств огневого инициирования взрыва.
Бикфордов шнур имеет ряд недостатков, не отвечающих современным требованиям надёжности и безопасности: он гаснет в воде, скорость горения недостаточно стабильна, битум при низких температурах трескается и теряет свои качества. Однако роль изобретения У. Бикфорда в улучшении безопасности горных работ трудно переоценить, и даже современные образцы огнепроводных шнуров часто по традиции называют «бикфордовым шнуром».